# Église de la Trinité d'Angers
L'église de la Trinité d'Angers est un édifice religieux situé à Angers, en Maine-et-Loire, classé aux monuments historiques en 1840.

## Localisation
L'église de la Trinité d'Angers est située dans le quartier de la Doutre sur la rive droite de la Maine. Orientée sud-est, elle jouxte au sud le boulevard Descauzeaux et au nord, l'école nationale des Arts et Métiers de la ville.

## Histoire

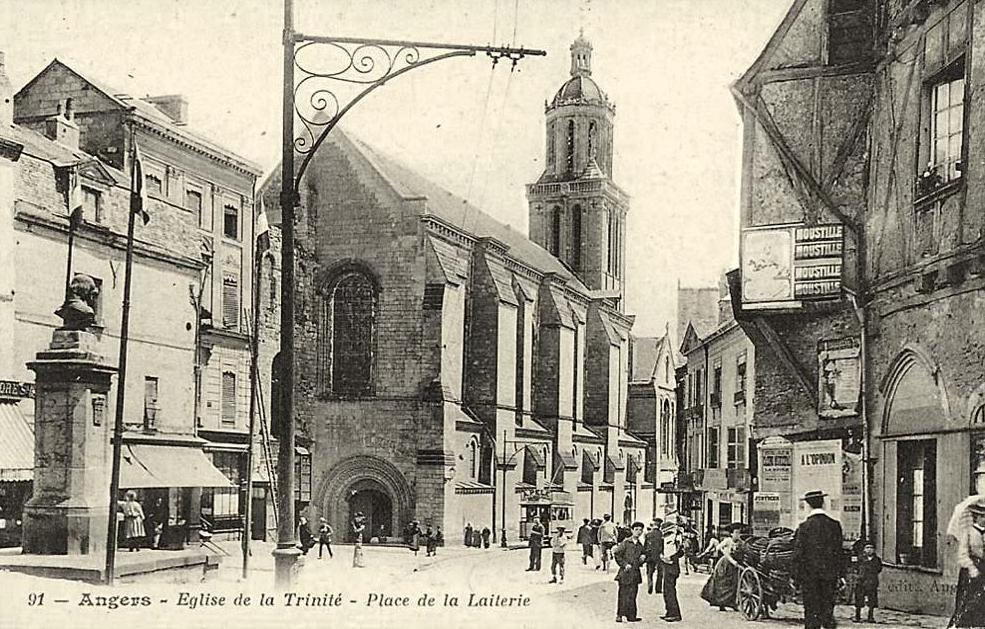
L'église de la Trinité vers 1910.

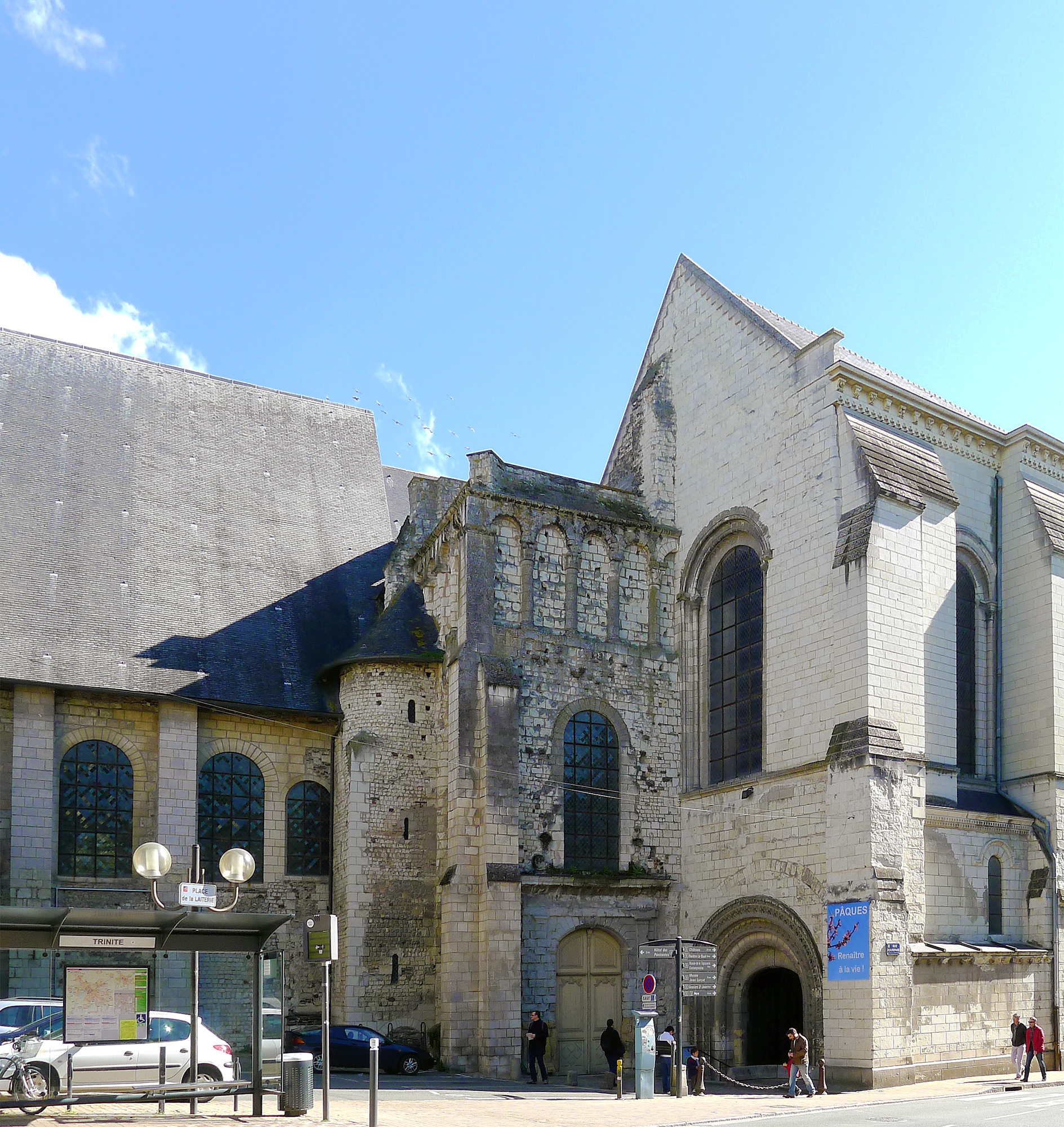
L'enchevêtrement des deux églises.

L’histoire de cette église commence en 1028 quand Foulque Nerra et sa femme Hildegarde décident la fondation de l'abbaye de Notre-Dame-de-la-Charité qui devient au XVIe siècle l’abbaye du Ronceray. Mais comme, dès la seconde moitié du XIe siècle, les paroissiens, trop nombreux, prennent l’habitude de fréquenter la chapelle de l’abbaye, les abbesses décident de construire tout à côté une véritable église paroissiale, l’église de la Trinité.
L’église est reconstruite à la fin du XIIe siècle, mais son clocher, plus tardif, ne date que du XVIe. Le bâtiment traverse la Révolution sans dommages mais subit au XIXe siècle de nombreuses transformations, en particulier lors des travaux de l'architecte Charles Joly-Leterme qui entre 1864 et 1880 revisite ce monument dans le style néo-roman. La plupart des vitraux datent aussi de cette période (années 1860) et sont la création de l'atelier du maître-verrier angevin Thierry fils.
L'église est classée au titre des monuments historiques par la liste de 1840.

## Description

### Extérieur

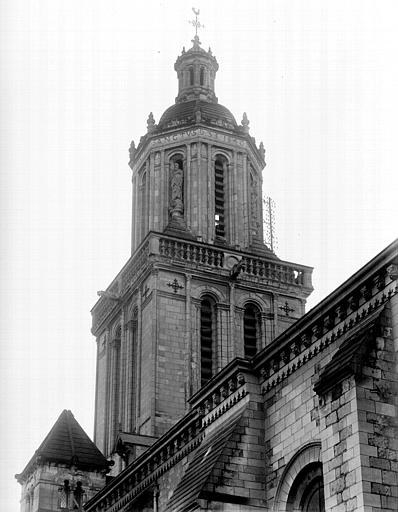
Clocher et lanternon.

Le lanternon qui s'élève à la croisée a été construit en 1540 par l'architecte angevin de la Renaissance, Jean de l'Espine. En revanche, les statues des évangélistes sont un ajout du XIXe siècle.
La façade sud qui jouxte le boulevard Descazeaux possède une entrée avec un porche néoroman ainsi que des frises décorées de petits mascarons à têtes humaines et animales.

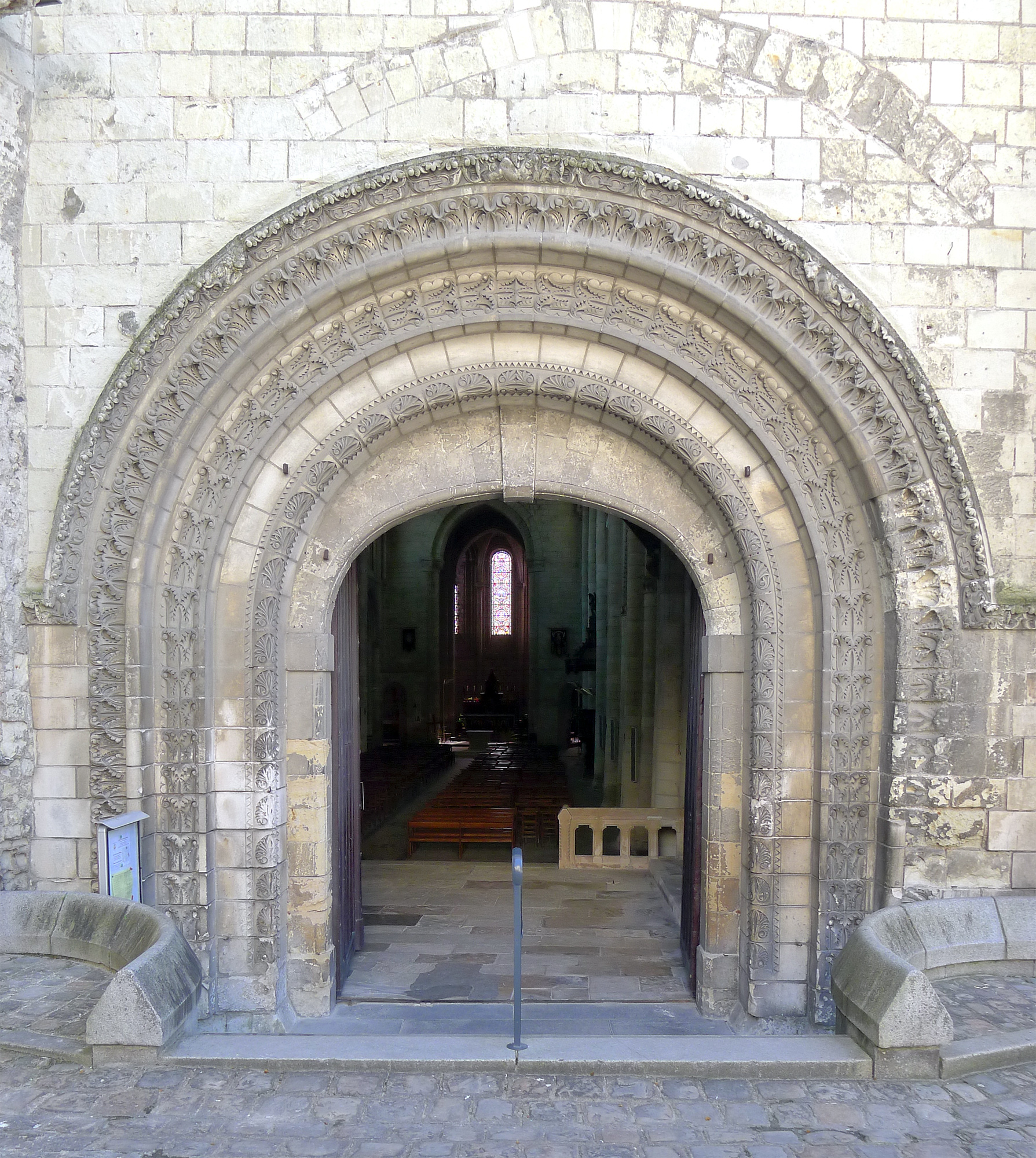
Portail roman restauré au XIXe siècle.
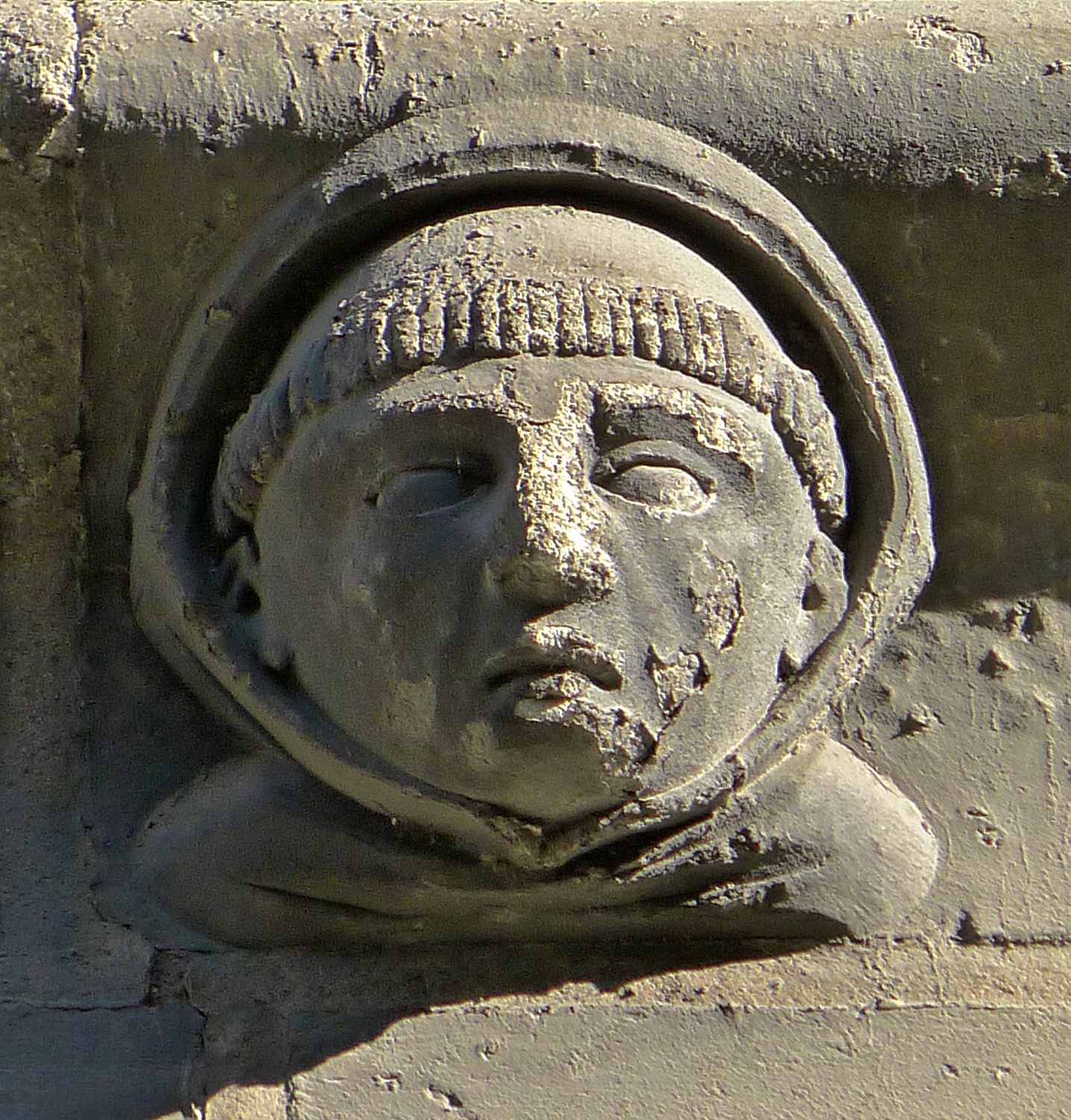
Tête humaine de la façade sud.

### Intérieur

#### Architecture générale

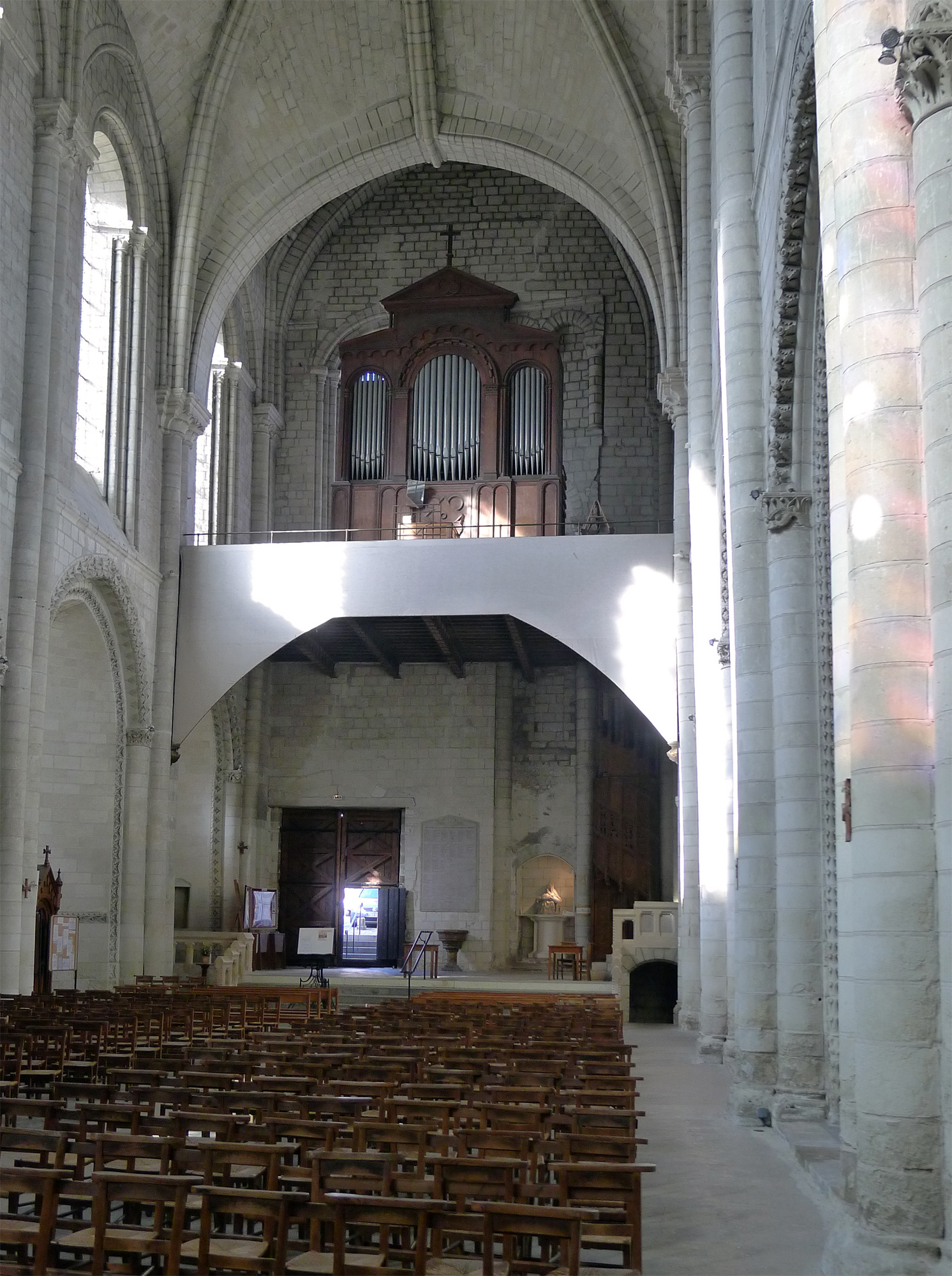
Nef, côté orgue.

L'église présente un plan à nef unique avec des chapelles latérales peu profondes. La nef possède un arc triomphal qui la sépare du chœur avec des passages berrichons latéraux et elle est surmontée d'une voûte à trois travées et demie renforcées par des nervures irrégulières. Elle présente également la particularité d'avoir des clés de voûte toutes différentes : la plus remarquable étant celle du milieu, désignée comme une clé de « voûte suspendue ». Cet ensemble architectural relève du style appelé « premier gothique angevin ».

#### Mobilier et œuvres d'art
Le maître-autel, en pierres sculptées polychromes, date de 1873. Réalisé à l’atelier
Saint-Joseph dans la Doutre, il comprend un motif trinitaire (statue sommitale) plutôt rare inspiré de l'art italien et les apôtres entourant Jésus. Ce dernier motif, plus usuel, présente toutefois la particularité d'avoir Judas remplacé par Paul. Au centre se trouve un tabernacle dont la porte représente un christ enseignant sur fond émaillé.
La chaire à prêcher se trouve dans une des chapelles. Cette pièce d'ébénisterie du XIXe siècle possède de nombreuses sculptures, notamment saint Georges terrassant le démon
sur l'abat-son, l'Annonciation et deux évangélistes sur la cuve et saint Marc au niveau de son pied.
Comme la chaire à prêcher, le confessionnal du XIXe siècle se trouve dans une chapelle latérale.
L'église possède une piéta médiévale (XVe siècle) dont la polychromie a été effacée par les crues
du XXe siècle.
La majorité des vitraux de la nef de la Trinité ont été détruits pendant la Seconde Guerre mondiale. Ils ont été remplacés au deuxième niveau par du verre blanc, ce qui donne à l'église de la Trinité une très grande luminosité, et au premier niveau par des vitraux modernes. En revanche, les vitraux du chœur, dus pour la plupart à l'atelier angevin Thierry fils, ont été créés vers les années 1865-1867, à l'instar des deux vitraux relatifs à la vie de la Vierge qui s'inspirent des vitraux du XIIIe siècle.

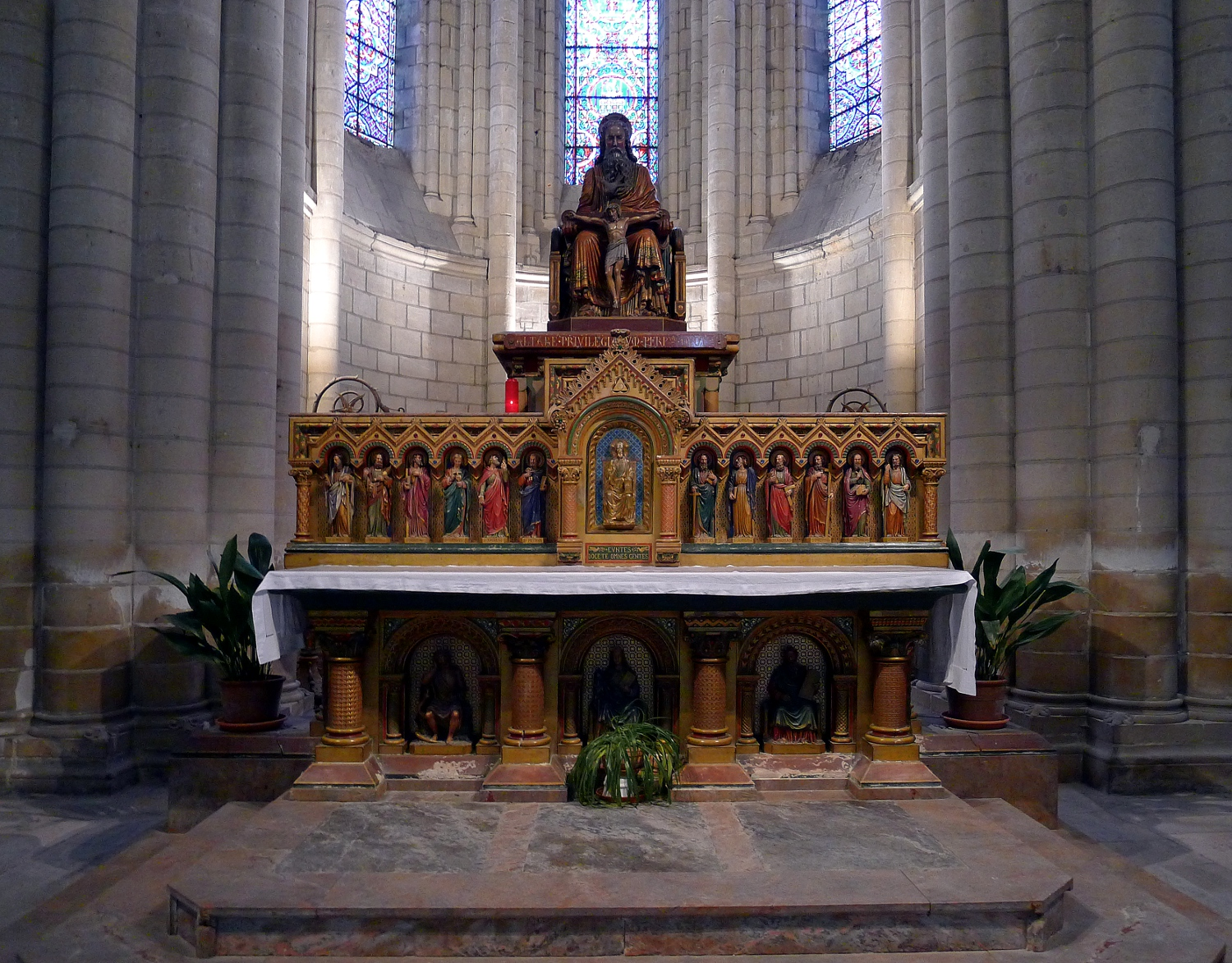
L'autel.
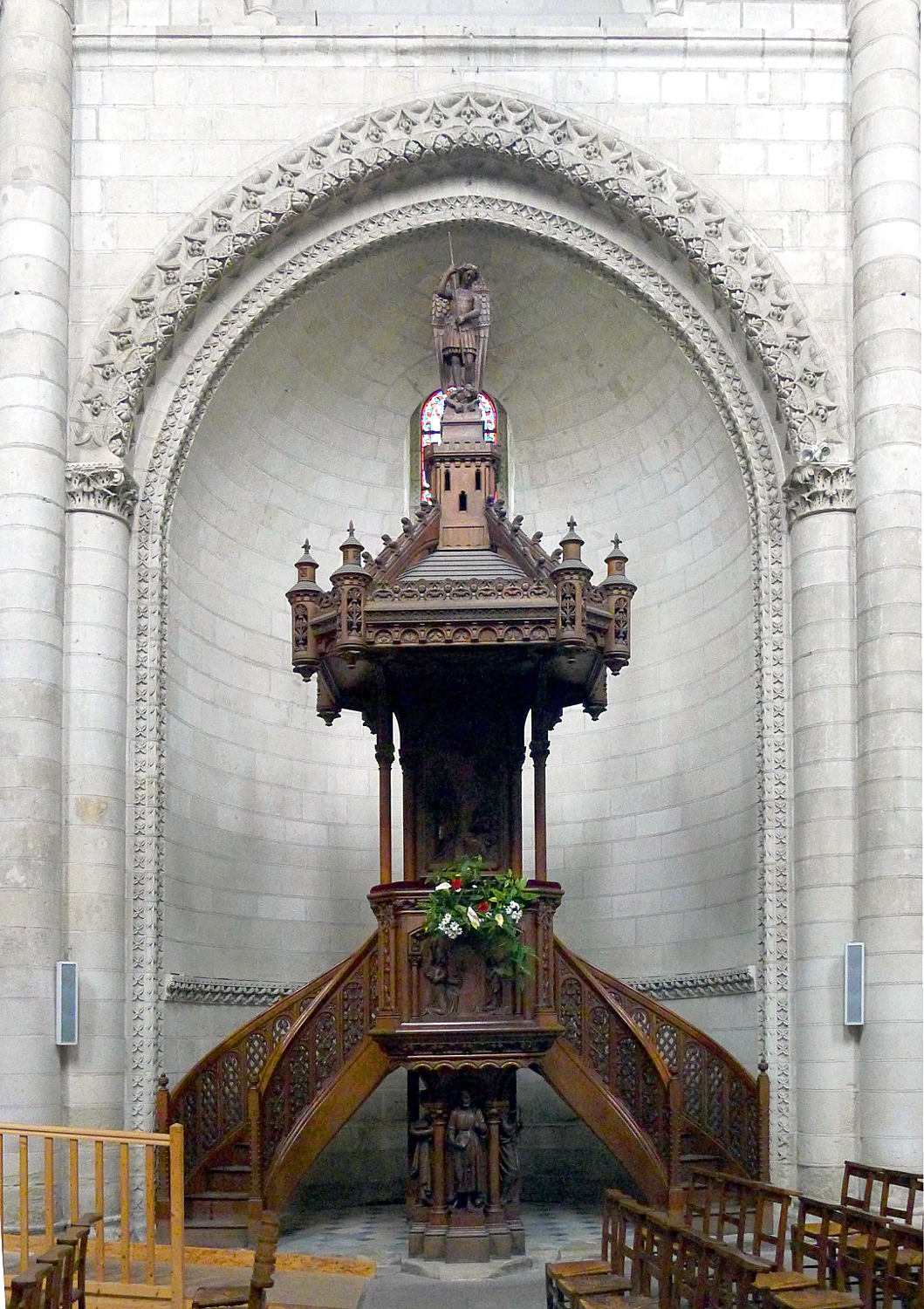
Chaire.
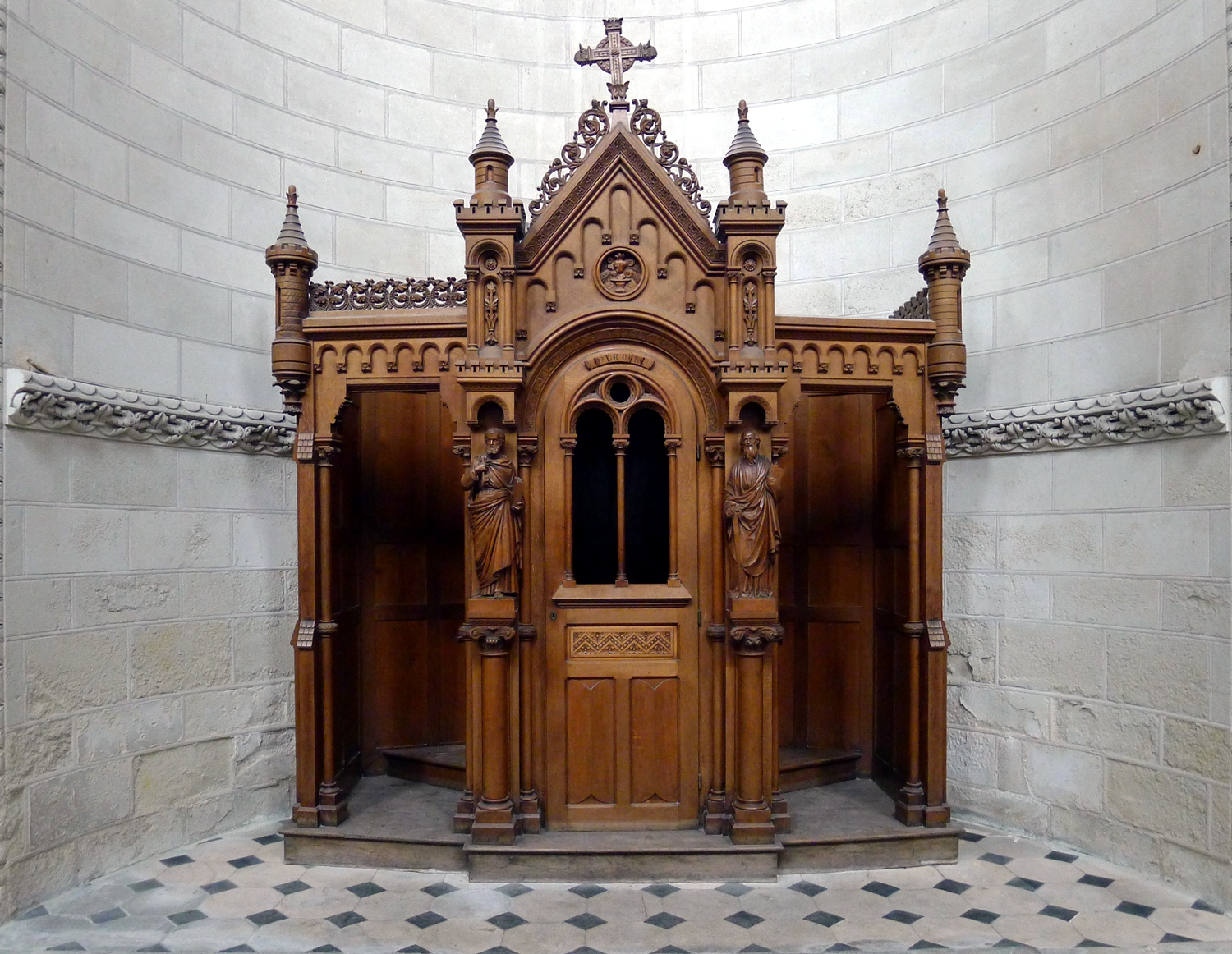
Confessionnal.
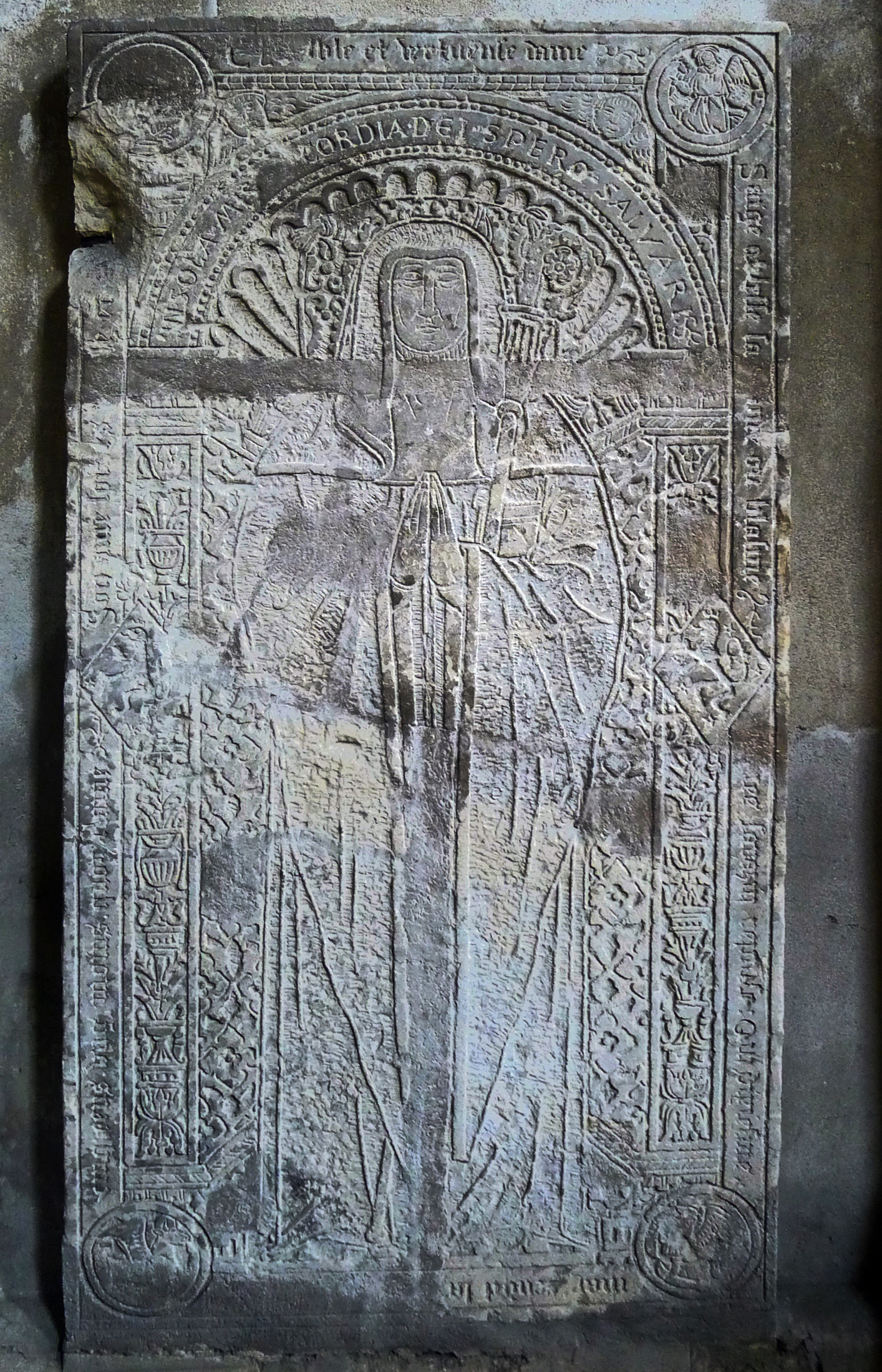
Pierre tombale.
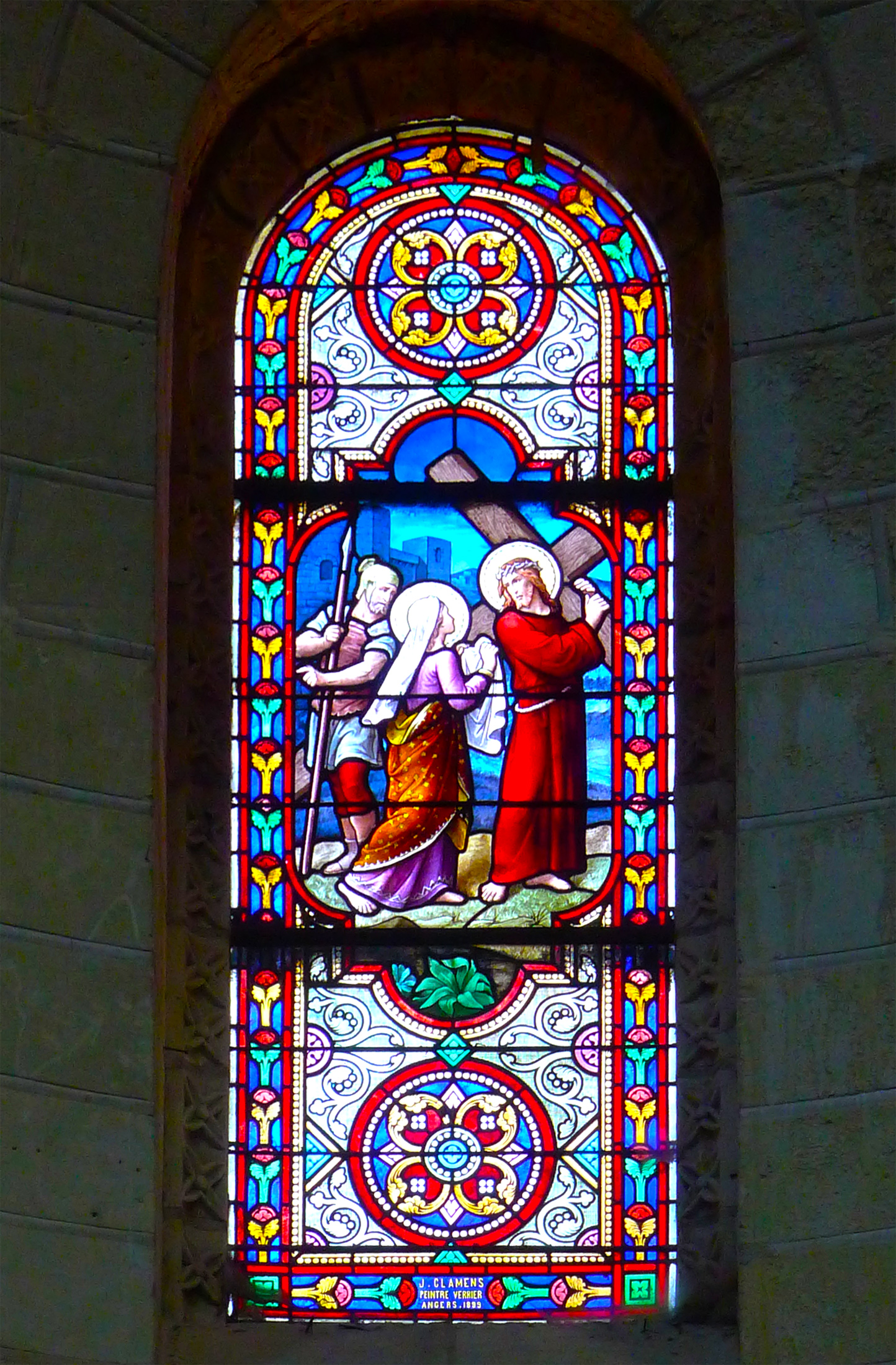
Vitrail.

#### Orgue
Eglise de la Trinité
Jean Dumez, titulaire de l’orgue de la Trinité
Propriétaire : Ville d’Angers
2 claviers et pédalier -24 jeux
classé monument historique en 1997 pour sa partie instrumentale.
L’édifice actuel, classé monument historique, fut construit fin XIIe siècle ; la paroisse avait été fondée par les religieuses de l’abbaye du Ronceray ; il y a eu des restaurations importantes à la fin du XIXe siècle.
L’orgue actuel fut réalisé par la Maison DAUBLAINE et CALLINET en 1840. Placé en tribune, le buffet est en un corps subdivisé en 3 plates-faces ; tous les tuyaux parlent. La façade est en chêne et le Récit est enfermé dans une boite expressive en partie haute du buffet. Cavaillé-coll démonta l’orgue en 1868 pour la réfection de la tribune. On doit au chanoine JEANNETEAU , organiste à la Trinité de 1941 à 1960, un agrandissement :c’est le facteur SÉVÈRE qui installe le Plein Jeu et le pédalier séparé. On admire la trompette, le cornet et les fonds du grand orgue.

Grand-orgue : (9 jeux) - Montre 16 - Montre 8 - Bourdon 8 - Prestant 4 - Doublette 2 - Plein-jeu 4 rangs - Cornet 4 rangs - Trompette 8 - Clairon 4
Récit : (8 jeux) - Bourdon 8 - Diapason 8 - Gambe 8 -Voix céleste 8 - Dulciane 4 - Nasard 2 2/3 - Tierce 1 3/5 - Trompette 8
Pédalier : (7 jeux) - Soubasse 16 - Flûte 8 - Flûte 4 - Doublette 2 - Bombarde 16 - Trompette 8 - Clairon 4
Accouplements et 2 tirasses

Orgue de tribune
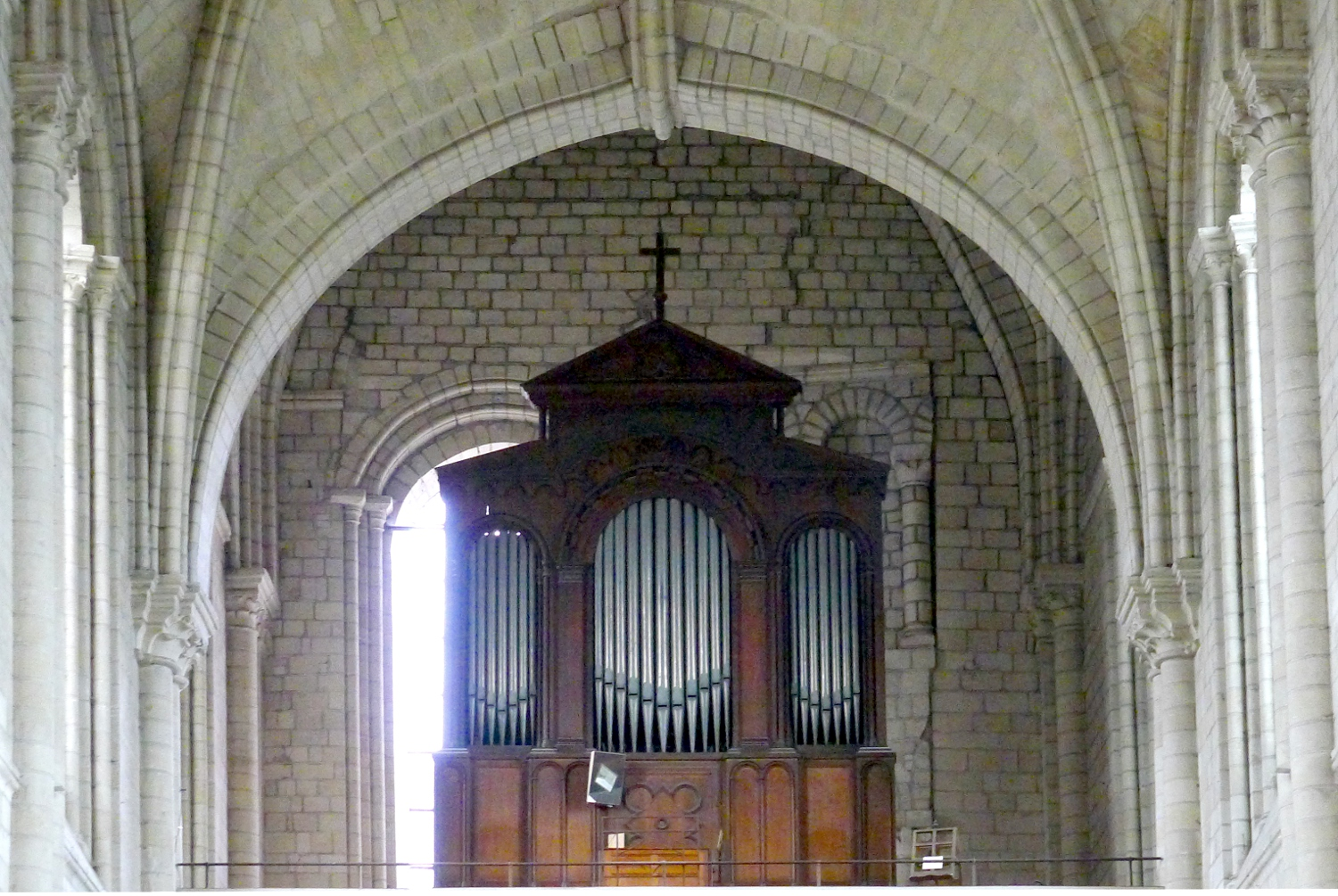

## Les curés
L'église possède plusieurs statues commémoratives de ses anciens curés.

Curés
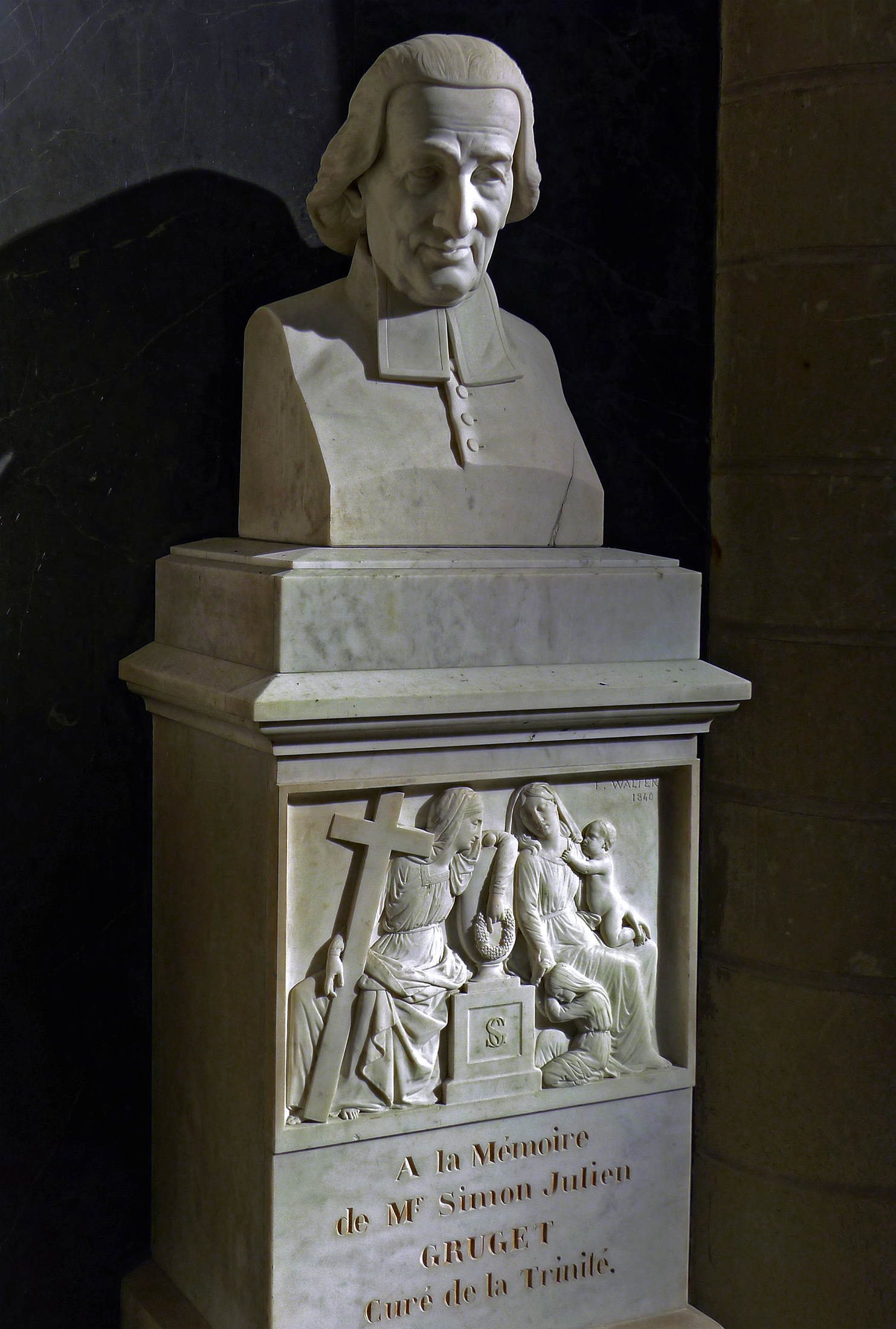
Curé Gruget.
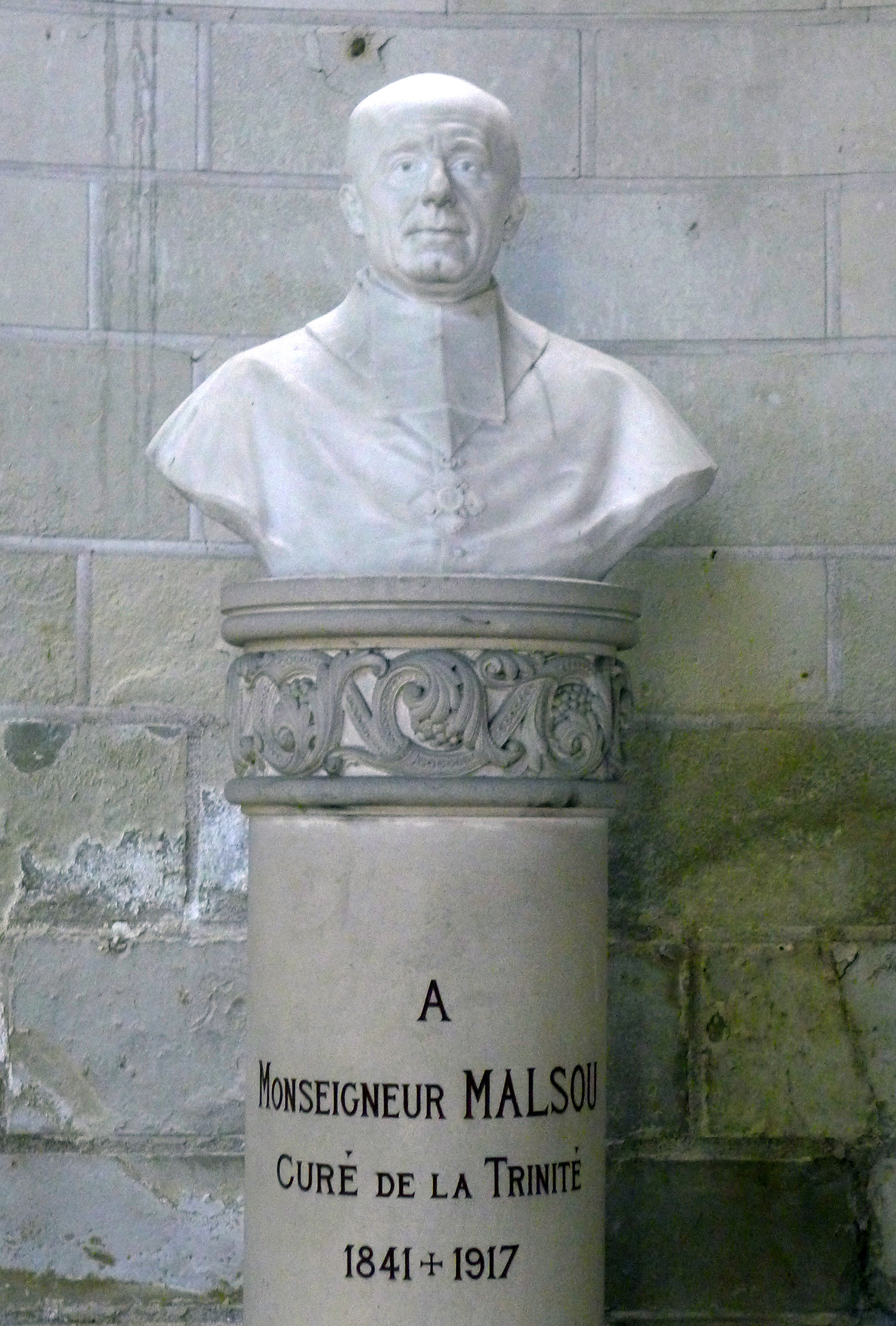
Curé Malsou.